# Тольна (медье)
То́льна (венг. Tolna) — вармедье в центральной Венгрии на западном берегу Дуная. Административный центр — Сексард.
Медье Тольна граничит с медье Фейер на севере, Бач-Кишкун на востоке, Баранья на юге и Шомодь на западе.

## Административно-территориальное деление

### Деление на яраши
С 15 июля 2013 года в Венгрии вступило в силу разделение медье на яраши вместо устаревших районов (киштершегов).

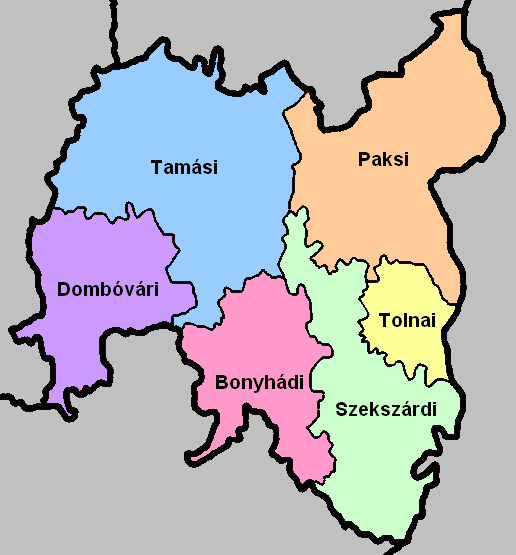

| № | Яраш                                      | Адм. центр | Общин | Общин   | Население | Площадь | Плотность |
| № | Яраш                                      | Адм. центр | Всего | Городов | Население | Площадь | Плотность |
| - | ----------------------------------------- | ---------- | ----- | ------- | --------- | ------- | --------- |
| 1 | Боньхадский яраш (венг. Bonyhádi járás)   | Боньхад    | 25    | 2       | 31 189    | 476,81  | 65        |
| 2 | Домбоварский яраш (венг. Dombóvári járás) | Домбовар   | 16    | 1       | 32 489    | 509,02  | 64        |
| 3 | Пакшский яраш (венг. Paksi járás)         | Пакш       | 15    | 2       | 49 207    | 836,00  | 59        |
| 4 | Сексардский яраш (венг. Szekszárdi járás) | Сексард    | 17    | 2       | 59 326    | 656,18  | 90        |
| 5 | Тамашиский яраш (венг. Tamási járás)      | Тамаши     | 32    | 3       | 38 395    | 1019,93 | 38        |
| 6 | Тольнаский яраш (венг. Tolnai járás)      | Тольна     | 4     | 1       | 18 510    | 205,24  | 90        |

### Деление на районы
Деление медье на районы (киштершеги) устарело с 15 июля 2013 года. Данные этой таблицы представляют лишь исторический интерес.
В состав медье входило пять районов.
| Район              | Оригинальное название | Адм. центр | Площадь (км²) | Жителей | Муниципалитетов |
| ------------------ | --------------------- | ---------- | ------------- | ------- | --------------- |
| Боньхадский район  | Bonyhádi kistérség    | Боньхад    |               | 29 737  | 21              |
| Домбоварский район | Dombóvári kistérség   | Домбовар   |               | 34 952  | 16              |
| Пакшский район     | Paksi kistérség       | Пакш       |               | 50 016  | 14              |
| Сексардский район  | Szekszárdi kistérség  | Сексард    |               | 88 488  | 26              |
| Тамашский район    | Tamási kistérség      | Тамаши     |               | 42 157  | 32              |

## Состав
В медье 1 город с правами медье, 10 городов, 5 крупных деревень и 93 обычных.
- Сексард (административный центр медье)
- Домбовар
- Пакш
- Боньхад
- Тольна
- Тамаши
- Дунафюльдвар
- Батасек
- Шимонторнья

Среди деревень: Курд, Надьдорог, Хёдьес, Шиоагард, Зомба.